# Balirampur
Balirampur es una ciudad censal situada en el distrito de Nanded en el estado de Maharashtra (India). Su población es de 11939 habitantes (2011). Se encuentra a 9 km de Nanded Waghala.

## Demografía
Según el censo de 2011 la población de Balirampur era de 11939 habitantes, de los cuales 6177 eran hombres y 5762 eran mujeres. Balirampur tiene una tasa media de alfabetización del 76,66%, inferior a la media estatal del 82,34%: la alfabetización masculina es del 85,34%, y la alfabetización femenina del 67,24%.